# Гойя, Франсиско
Франси́ско Хосе́ де Го́йя-и-Лусье́нтес (исп. Francisco José de Goya y Lucientes; 30 марта 1746, Фуэндетодос, близ Сарагосы — 16 апреля 1828, Бордо) — испанский живописец и график, один из первых и наиболее ярких художников эпохи романтизма.

## Ранняя биография

### Рождение и молодость в Испании

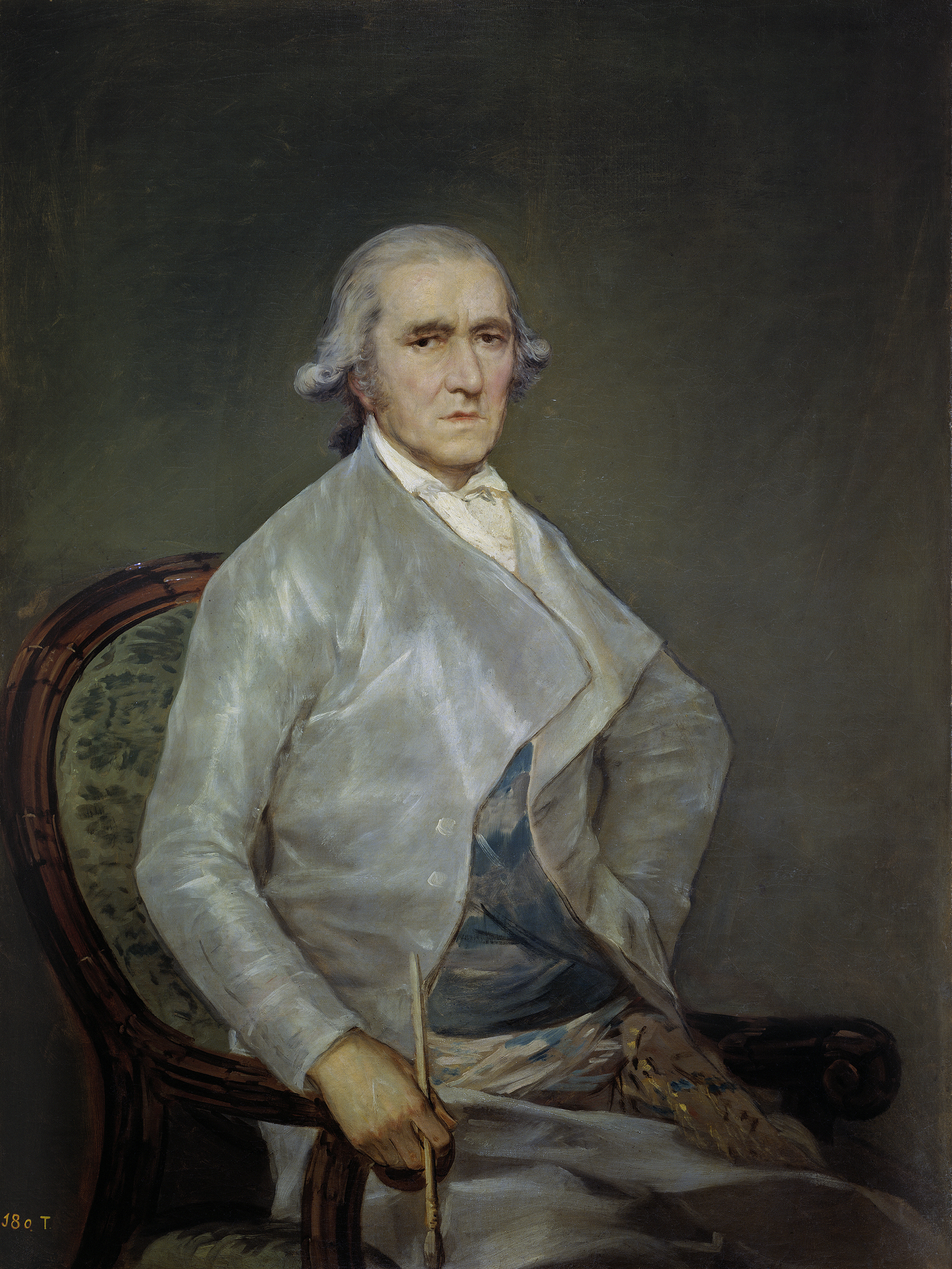
Портрет Франсиско Байеу

Франсиско Гойя Лусьентес родился в 1746 году в Сарагосе, столице Арагона, в семье среднего достатка. Его отец — Хосе Гойя. Мать — Грасиа Лусьентес, дочь бедного арагонского идальго. Через несколько месяцев после рождения Франсиско семья переехала в деревеньку Фуендетодос, находившуюся в 40 км к югу от Сарагосы, где они и прожили до 1749 года (по другим сведениям — до 1760-го), пока ремонтировался их городской дом. Франсиско был младшим из трёх братьев: Камилло, старший, стал впоследствии священником; средний, Томас, пошёл по стопам отца. Хосе Гойя был известным мастером по золочению, которому даже каноники собора Базилика-де-Нуэстра-Сеньора-дель-Пилар поручают проверку качества позолоты всех изваяний, над которыми тогда трудились арагонские мастера, реконструировавшие собор. Образование все братья получили довольно поверхностное, Франсиско Гойя всю жизнь писал с ошибками. В Сарагосе юный Франсиско был отдан в мастерскую художника Лусана-и-Мартинеса. В конце 1763 года Франсиско принял участие в конкурсе на лучшую живописную копию гипсового Силена, но 15 января 1764 года за него не подали ни одного голоса. Гойя ненавидел слепки, он признался в этом намного позже. В 1766 году Гойя попадал в Мадрид, и там его ждал новый провал на конкурсе в Академии Сан-Фернандо. Сюжеты для конкурсных работ связаны с великодушием короля Альфонсо X Мудрого и подвигами национальных героев-воинов XVI века. Эти сюжеты не вдохновляли Гойю. Ко всему прочему, Франсиско Байеу, другой молодой живописец из Сарагосы и член жюри конкурса, являлся сторонником взвешенных форм и академической живописи, не признававшим фантазии молодого Гойи. Первую же премию получил младший брат Байеу, 20-летний Рамон. В Мадриде Гойя познакомился с работами придворных художников, совершенствовал своё мастерство.

### Путешествие в Италию

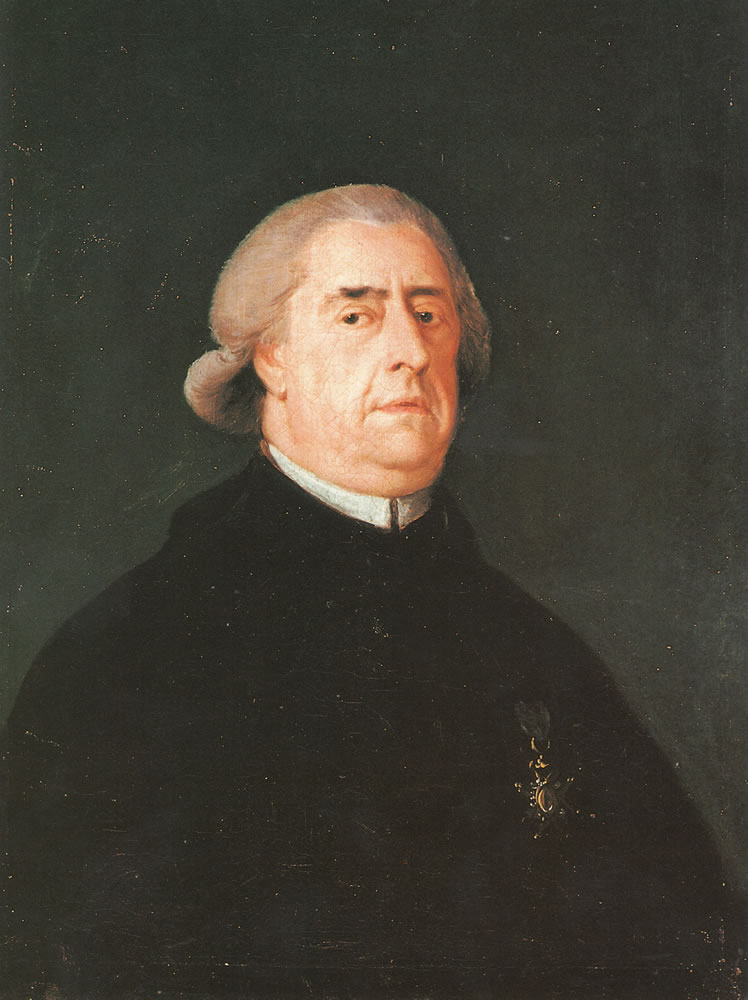
Портрет Рамона Пиньятелли

Жизнь Франсиско в Риме Между июлем 1766 года и апрелем 1771 года остаётся загадкой. Согласно статье русского искусствоведа А. И. Сомова, в Италии художник «занимался не столько живописными работами и копированием итальянских мастеров, сколько наглядным изучением их средств и манеры». Весной 1771 года он участвовал в конкурсе Пармской академии на картину по античной теме, называя себя римлянином и учеником Байеу. Правящим принцем Пармы в то время являлся Филипп Бурбон-Парм, брат испанского короля Карла III. 27 июня единственная премия была присвоена Паоло Борони за «тонкий изящный колорит», тогда как Гойю упрекали за «резкие тона», при этом признавая «грандиозный характер выписанной им фигуры Ганнибала». Он удостоился второй премии Пармской Академии художеств, получив 6 голосов.

### Возвращение и работа в Сарагосе

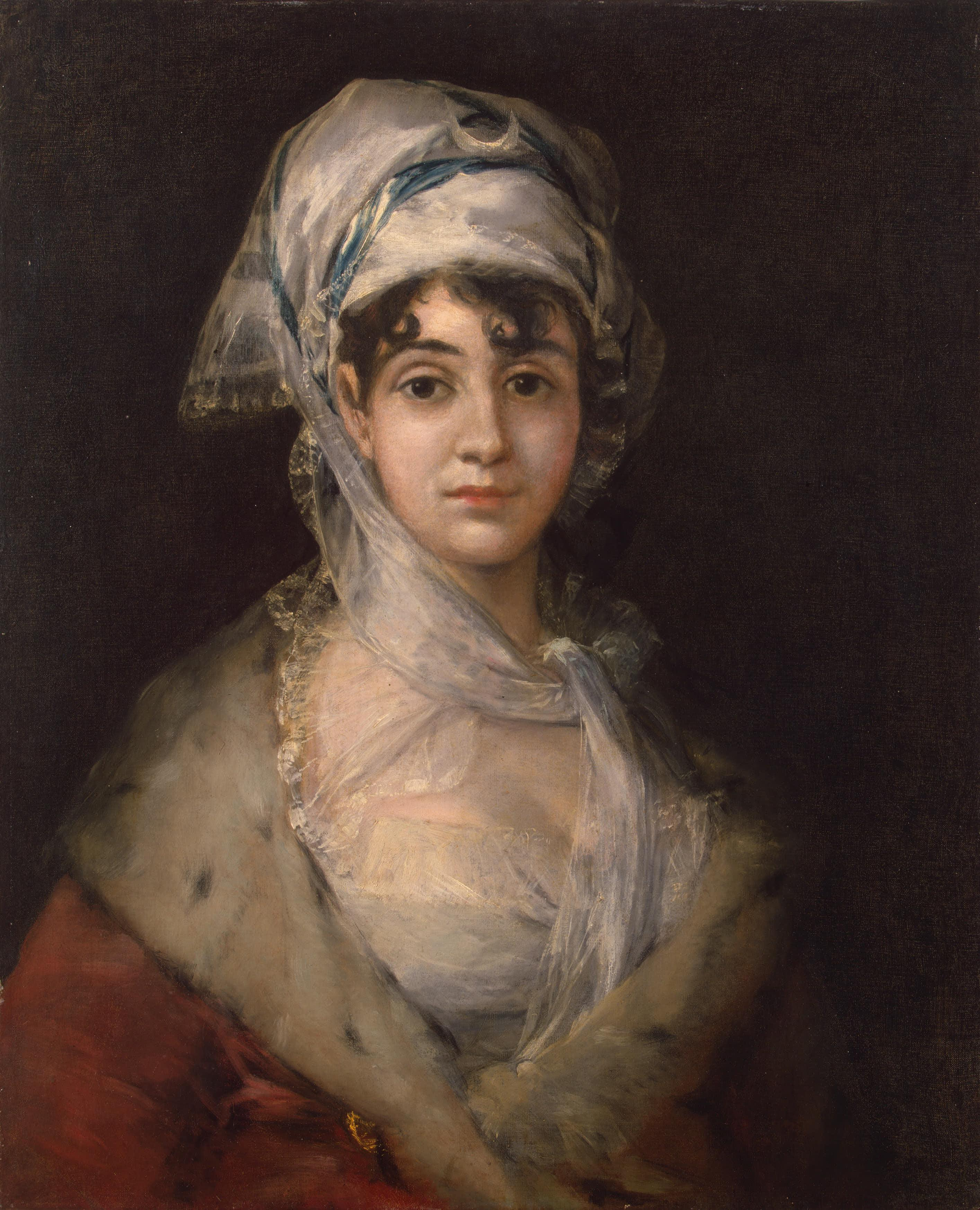
Портрет актрисы Антонии Сарате, преподнесённый Эрмитажу в 1972 году американским миллионером А. Хаммером

Капитул церкви дель-Пилар обращтил внимание на молодого художника, возможно из-за его пребывания в Риме, и Гойя вернулся в Сарагосу. Ему было предложено выполнить эскизы для плафона капеллы архитектора Вентуры Родригеса на тему «Поклонение имени Бога». В начале ноября 1771 года капитул одобрил предложенную Гойей пробную фреску и поручил ему заказ. Тем более, что новичок Гойя согласился на сумму 15 000 реалов, в то время как более опытный Антонио Гонсалес Веласкес запрашивал 25 000 реалов за ту же работу. 1 июля 1772 года Гойя закончил роспись, его работа вызвала у капитула восхищение ещё на стадии представления эскиза.

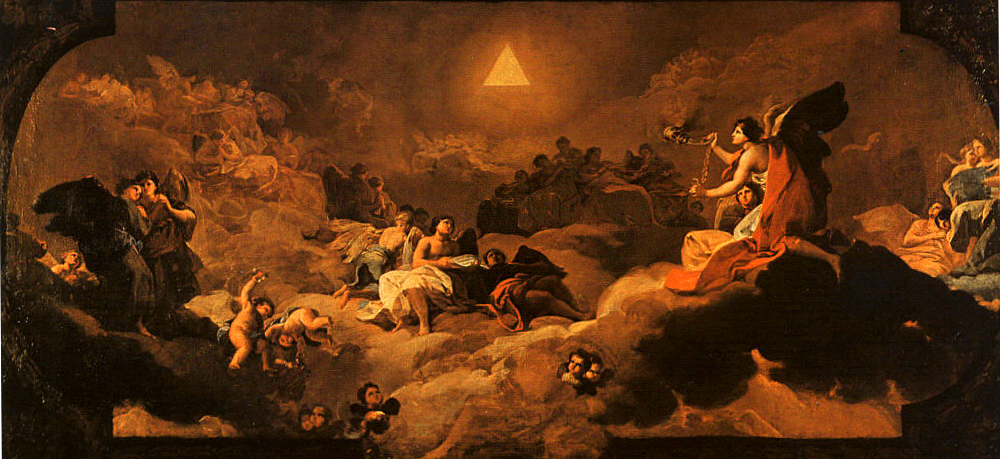
Поклонение имени Бога

В результате Гойя был приглашён расписать ораторий дворца Собрадиэль, ему также стал покровительствовать знатный арагонец Рамон Пиньятелли, чей портрет он впоследствии написал в 1791 году. Благодаря Мануэлю Байеу, Франсиско был приглашён в картезианский монастырь Аула Деи, вблизи Сарагосы, где он в течение двух лет (1772—1774 годах) создал 11 больших композиций на темы из жизни Св. Девы Марии. Сохранились только семь из них, но, к сожалению, они испорчены реставрационными работами[какими?].
Франсиско Байеу познакомил Гойю со своей сестрой Хосефой, от которой тот был в восторге и вскоре соблазнил её. В июле 1773 году Гойе пришлось жениться на ней, когда она была на пятом месяце беременности. Свадьба состоялась в Мадриде. Ему в это время — 27 лет, а Хосефе — 26 лет. Свою жену Франсиско называл «Пепой». Через четыре месяца родился мальчик, которого назвали Эусебио, он прожил недолго и вскоре умер. Всего Хосефа родила пять (по разным данным и больше) детей, из которых выжил лишь один мальчик по имени Хавьер — Франсиско Хавьер Педро (1784—1854) — который стал художником. Как только Гойе стали доступны встречи с придворными аристократками, Хосефа была тут же им практически забыта, хотя Гойя оставался с ней в браке вплоть до её смерти в 1812 году. Гойя написал только один её портрет.

## Гойя в Мадриде (1775—1792)

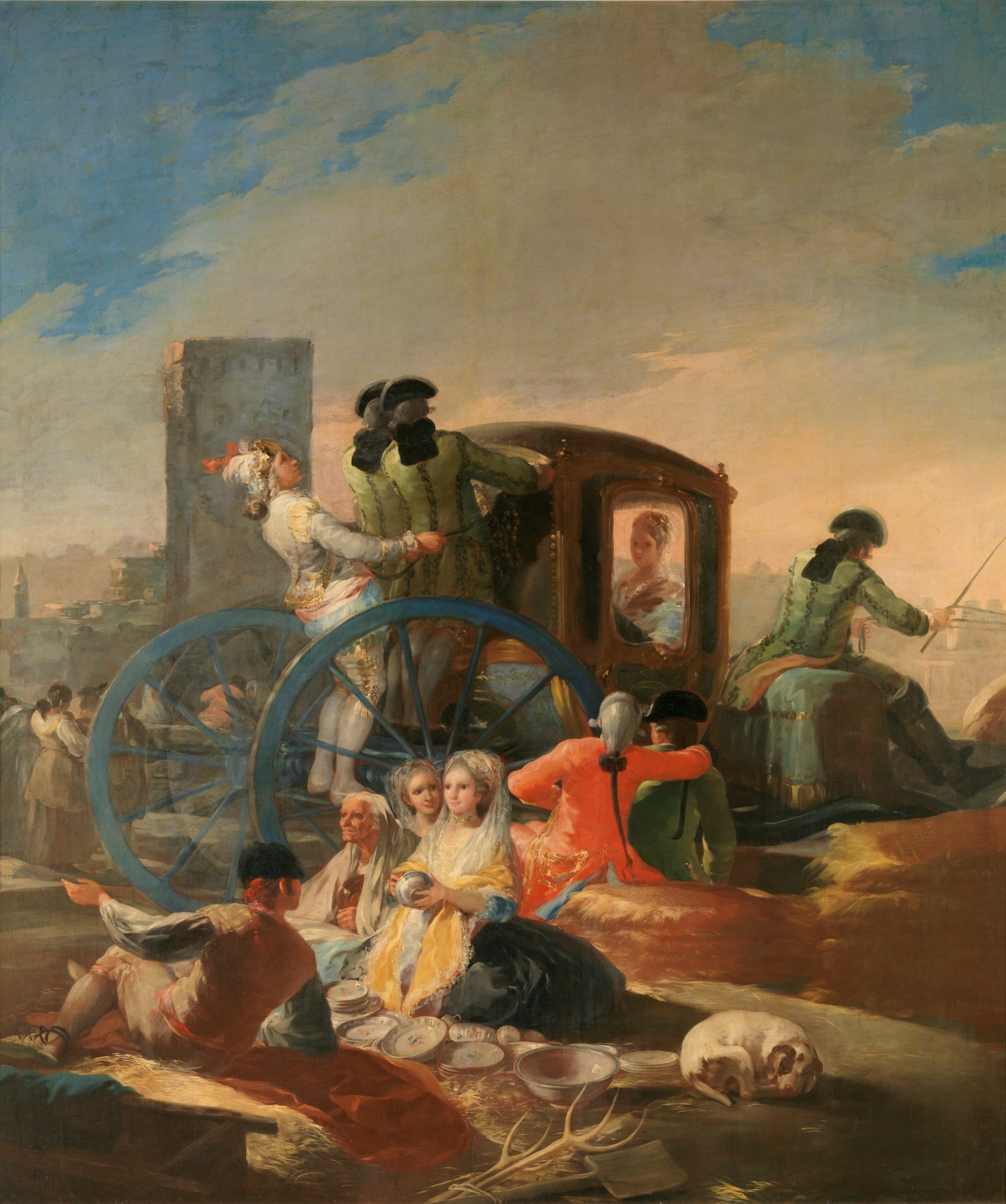
«Продавец посуды»

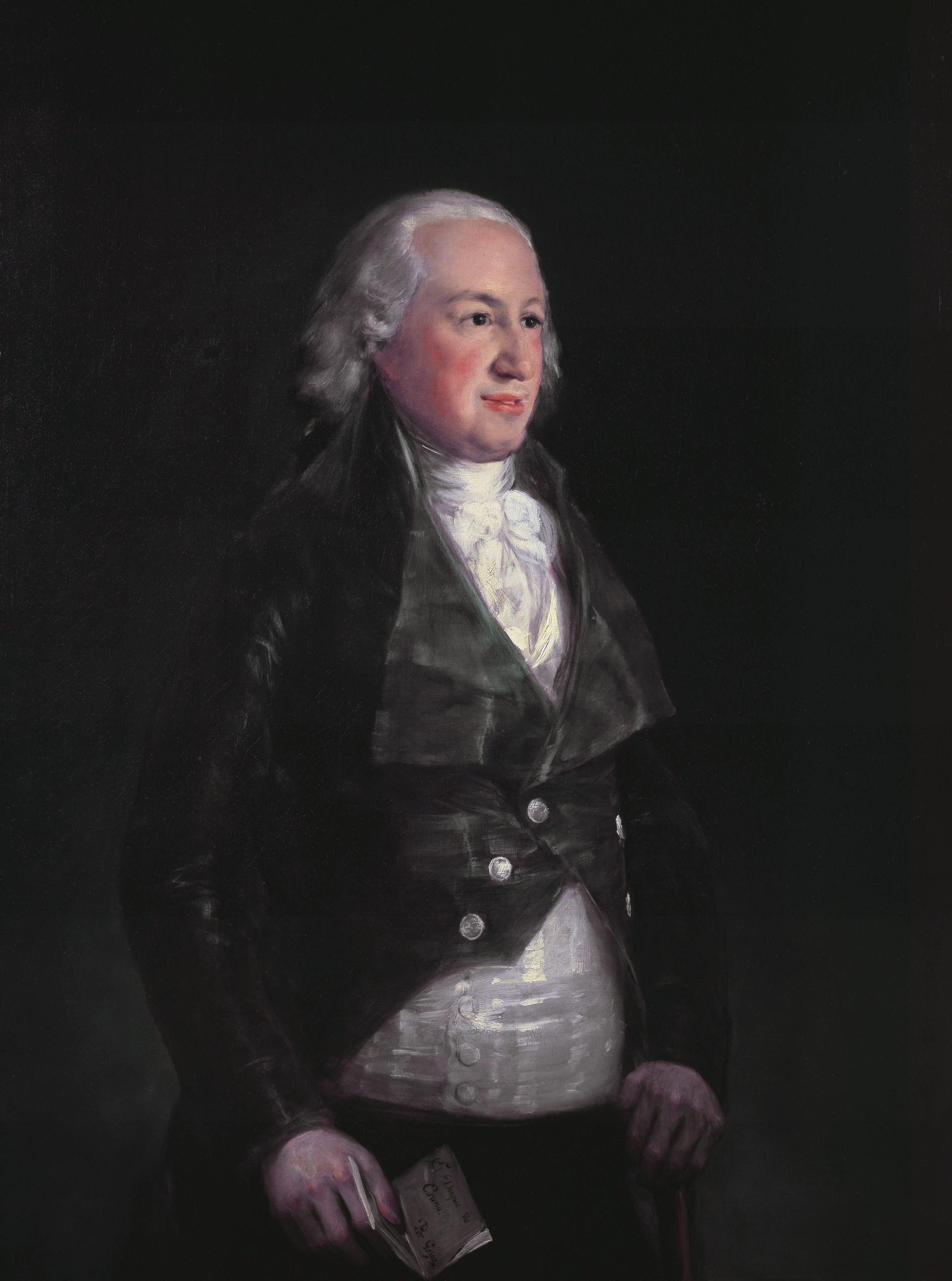
Портрет Педро де Алькантара Тельеса Хирон, маркиза де Пеньяфьель, герцога Осуна, 1785

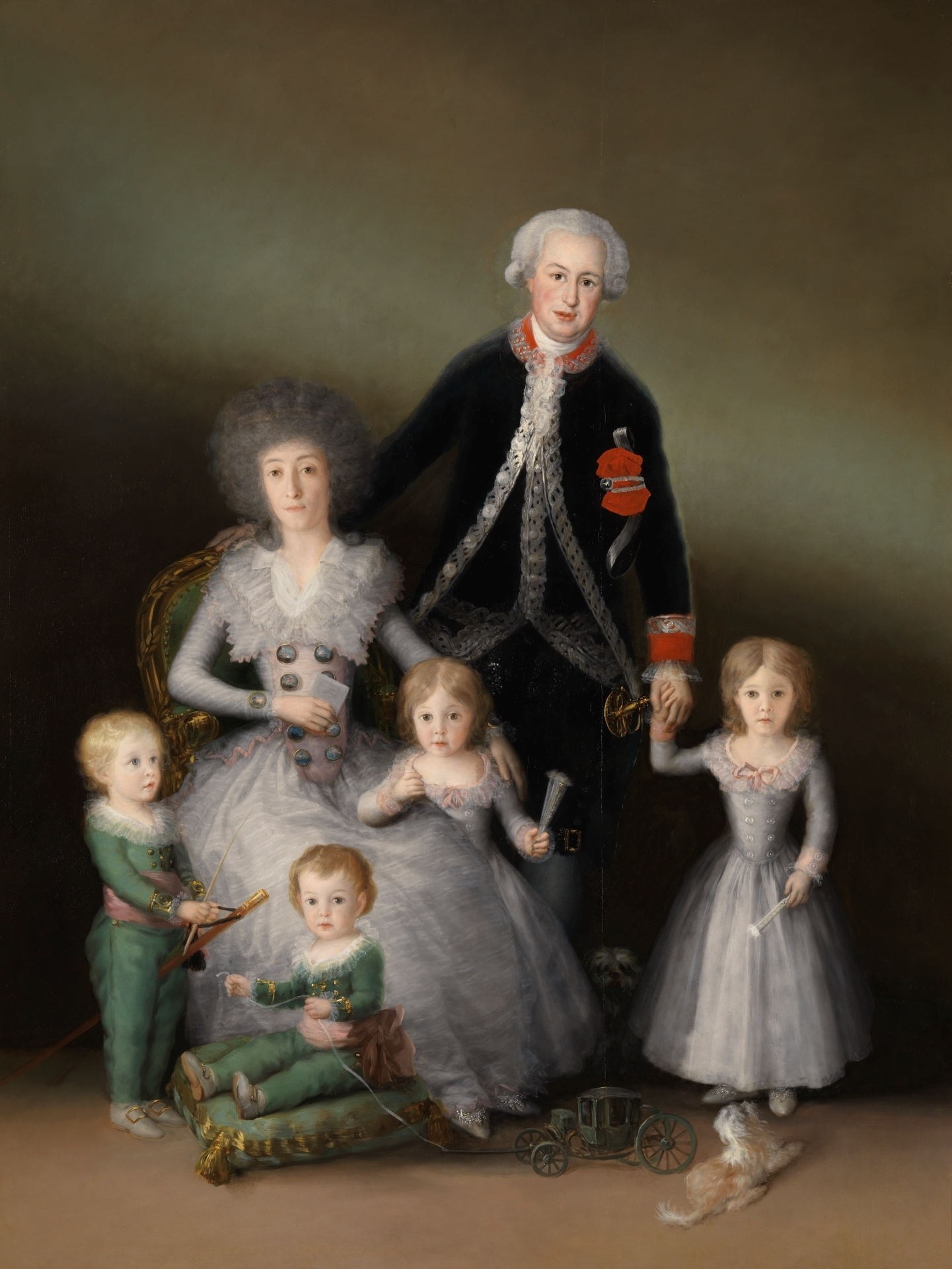
Портрет семейства герцога и герцогини Осуна, 1788, музей Прадо, Мадрид

В 1775 году Гойя окончательно обосновался в Мадриде у своего шурина Франсиско Байеу, и работал у него в мастерской. Байеу был тогда официальным придворным художником короля Карла III.
Первым придворным заказом Гойи в 1775 году стали картоны для серии шпалер для столовой принца Астурийского, в будущем Карла IV, во дворце Эскориал. В них представлены охотничьи сцены, охотой же увлекался и сам Гойя. Франсиско создал 5 композиций и получил за них 8000 реалов.
Для Королевской шпалерной мануфактуры в 1776—1778 годах Гойя выполнил следующую серию панно для столовой принца Астурийского уже во дворце Пардо, среди них выделяются «Танец на берегу Мансанареса», «Драка в харчевне», «Маха и маски», «Запуск змея» и «Зонтик».
В 1778 году Франсиско получил разрешение на гравирование картин Диего Веласкеса, перевезённых только что в Королевский дворец в Мадриде. В течение двух лет (1778—1780) Гойя создал 7 картонов для шпалер в опочивальню принца и его жены и 13 — в их гостиные. Среди этих работ выделяются «Прачки», «Продавец посуды», «Врач» или «Мяч». Тема испанской народной жизни считалась совершенно новой и импонировала заказчикам. В том числе мода на такую тематику поспособствовала дебюту Гойе при дворе: в начале 1779 года он не без успеха представил королю 4 свои картины.
Через некоторое время Гойя уже попросил место придворного художника, но ему было отказано. Его не поддержал его шурин Франсиско Байеу, не желающий делить с ним место первого живописца короля. Сам же Гойя к тому времени создал себе капитал в 100 000 реалов. В мае 1780 года из-за приостановки изготовления шпалер на королевской мануфактуре освободившийся Гойя заключил контракт на роспись купола собора дель Пилар за 60 000 реалов. Работал Гойя быстро и под руководством Байеу. Между двумя художниками возник конфликт, в который был втянут и капитул собора: Гойя отказался вносить требуемые своим руководителем поправки в работу. В результате он всё же их внёс, но из-за этой обиды на шурина и арагонское духовенство долгое время потом не появлялся в родной Сарагосе.
В июле 1781 года Гойя наряду с Франсиско Байеу и Маэлья работал по украшению церкви св. Франциска Великого в Мадриде. Он написал «Проповедь св. Бернардина Сиенского в присутствии Арагонского короля». После мессы в присутствии короля Гойя принял поздравления. На этой работе Гойя изобразил себя с сияющим лицом слева от святого, это изображение он повторил и в последующем автопортрете. Гойя всё чаще писал портреты; так в январе 1783 года ему заказали портрет графа Флоридабланки. В 1783 и 1784 годах он бывал в Аренас-де-Сан-Педро, выполняя заказы и изображая младшего брата короля инфанта дона Луиса, его молодой жены Марии Тересы Вальябрига и их архитектора Вентуры Родригеса. В октябре 1784 года он получил от инфанта 30 000 реалов за 2 картины: «Конный портрет доньи Вальябрига» и «Семейство дона Луиса». В том же году он написал 4 картины для Коллегии де Калатравы в Саламанке, уничтоженные во время Наполеоновских войн. В 1785 году Гойя познакомился с семьёй маркиза де Пеньяфьель, которые стали его постоянными заказчиками на 30 лет. Гойя стал вице-директором Королевской Академии с 1785 года, а с 1795 года — директором её живописного отделения. В том же году умирла его мать (отец скончался в 1781 году). В 1786 году Гойя был назначен королевским художником, в это же время он написал портрет своего шурина, что может свидетельствовать о примирении с ним после такого назначения. На новой должности Гойя продолжал создавать картоны для шпалер, и летом 1786 года ему поступил заказ на новую серию для королевской столовой во дворце Пардо. Из этой серии выделяются «Весна» (или «Цветочницы»), «Лето» (или «Жатва») и «Зима» (или «Снежная буря»). Для банка св. Карла Гойя написал реалистичные портреты графа Альтамира и короля Карла III.

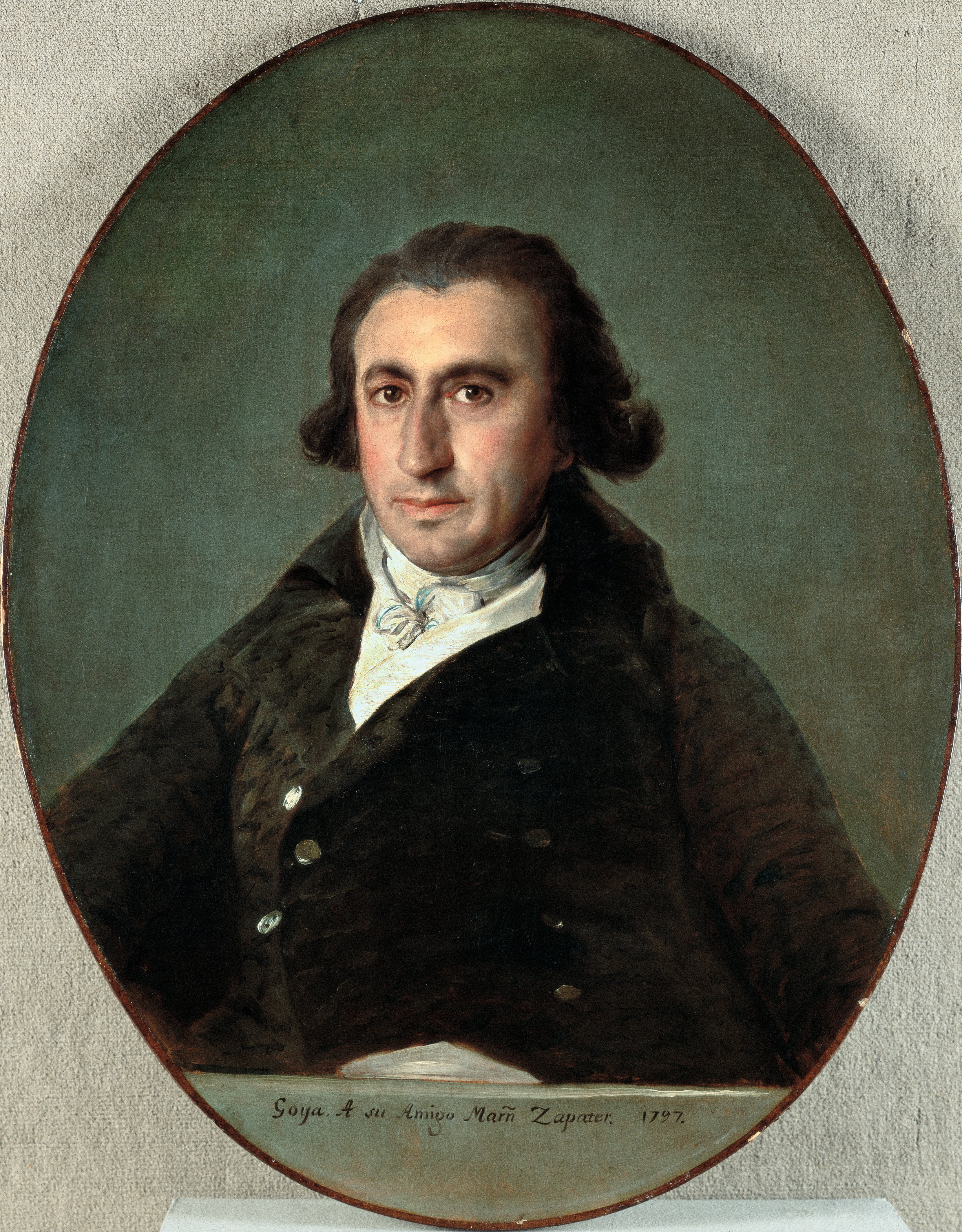
Портрет Мартина Сапатера, 1797, Музей изящных искусств, Бильбао

В апреле 1787 года Франсиско передал в Аламеду 7 своих картин для украшения Малого дворца, резиденции герцога Осуна. К празднику св. Анны он выполнил за короткий срок 3 полотна для алтарей монастыря Санта-Ана де Вальядолид в несвойственной ему неоклассической манере (сюжеты смерти святых Иосифа, Бернарда и Лутгарды). В 1788 году Гойя создал 2 картины для поминальной капеллы в Кафедральном соборе Валенсии по заказу герцога Осуна: «Прощание св. Франсиско де Борха со своим семейством» и «Св. Франсиско, ухаживающий за умирающим», в последней Гойя впервые изобразил дьявола. В том же году он написал знаменитую панораму Мадрида при закате майского солнца в полотне «Луг у Сан-Исидро». Также Гойя написал портреты графини Альтамиры, её дочери, её сыновей графа де Трастамаре и трёхлетнего Мануэля Осорио, кроме того создал «Портрет семейства герцога и герцогини Осуна» в реалистической манере.

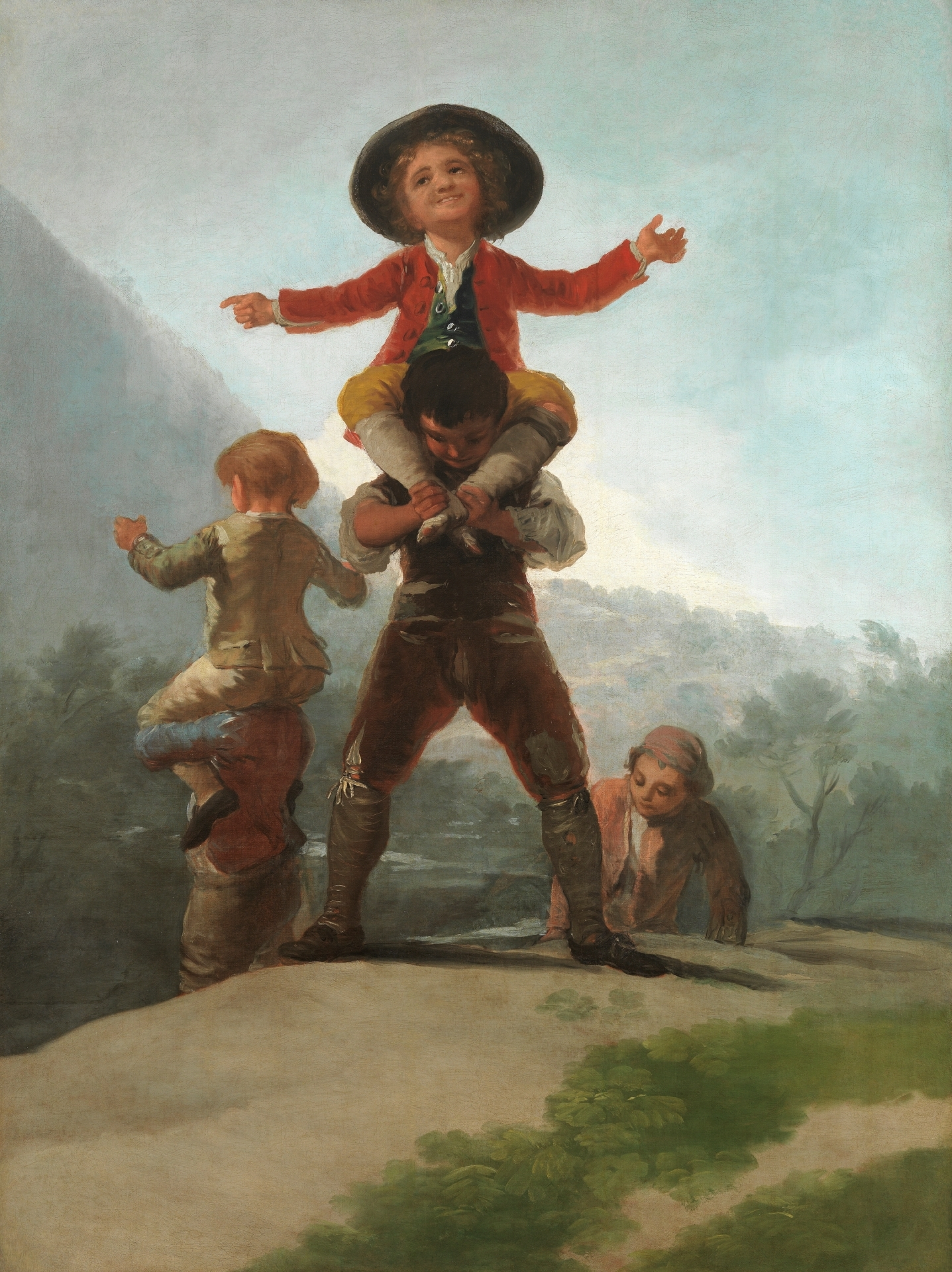
«Великаны», 1792

После смерти Карла III в 1789 году Гойя стал придворным художником Карла IV и с 1799 года — его первым живописцем. После назначения он написал ряд невыразительных портретов короля и его супруги. У двора, напряжённо следившего за событиями Французской революции, пропал интерес к украшению дворцов — и теперь у Гойи не было заказов на картоны для шпалер. На просвещённых испанцев начались гонения: ряд его друзей подверглись аресту или фактически находились в ссылке. Самого же Гойю в июле 1790 года отправили[кто?] в Валенсию «подышать морским воздухом». Но уже в октябре Гойя написал в Сарагосе портрет своего друга Мартина Сапатера, одинокого и богатого негоцианта, с которым Франсиско состоял в регулярной переписке с 1775 по 1801 год. По возвращении в Мадрид Гойя столкнулся с интригами придворного живописца Маэльи, лишь вмешательство Байеу помогло положению Франсиско при дворе. В мае 1791 года он закончил эскиз к самому большому картону для шпалеры в кабинет короля в Эскориале, к «Деревенской свадьбе». По требованию короля картина была социально нейтральной, в отличие от ранее написанного «Паяца». В октябре Гойя вновь оказался в Сарагосе, где создал портрет каноника Рамона Пиньятелли, известный лишь в копии. В декабре того же года он закончил 7 панно для шпалер, ставшие последними его картинами. Из-за отсутствия королевских и частных заказов и почти прекратившейся переписки с Сапатером судьба Гойи в 1792 году остаётся малоизвестной.

## Болезнь и творчество в 1793—1799 годы
Из писем Гойи известно, что в начале 1793 года он был тяжело болен. В это время Гойя нашёл приют в Кадисе у местного торговца и коллекционера Себастьена Мартинеса, чей портрет он создал. Гойю разбил паралич, но точно диагностировать болезнь художника долго не удавалось. Только в 2017 году американские ученые установили, что художник страдал синдромом Сусака. В любом случае, неизлечимая глухота Гойи стала следствием перенесённого недуга. Летом того же года он возвратился в Мадрид и тут же послал Бернардо де Ириарте, вице-попечителю Академии Сан-Фернандо, серию станковых картин на медных пластинах на народную тематику. Из-за войны с Францией Гойя получил заказ на портреты видных командиров испанской армии: Антонио Рикардоса и лейтенант-генерала Феликса Колона де Ларреатега, а также родственника Ховельяноса, Рамона Посадо-и-Сото. Также в 1794 году он написал портрет знакомой актрисы Марии Росарио дель Фернандес, по прозвищу «Ла Тирана». Сославшись на тяжёлую болезнь, Гойя отказал директору королевской мануфактуры на эскизы для шпалер. В 1795 году Гойя создал портрет герцога Альбы, а затем и его жены — в полный рост. Историю о взаимной страсти Гойи и герцогини Альбы прямо не подтверждает ни один из дошедших до нас документов. В портретах Каэтаны Альбы можно найти намёки на существование связи. Позднее же в «Капричос» Гойя весьма едкими рисунками изобразил герцогиню. В небольшом полотне того же года Гойя запечатлел Альбу с её дуэньей в довольно фарсовой бытовой сцене. В июле 1795 года умер шурин Гойи Франсиско Байеу, Гойя выставил в Академии его неоконченный портрет. Франсиско безуспешно просил Мануэля Годоя обратиться с ходатайством к королю о месте первого придворного живописца, зато он избран директором отделения живописи в Академии Сан-Фернандо с жалованием в 4000 реалов.
4 января 1796 года Гойя отправился вместе с королевским двором в Андалусию для почтения останков святого Фердинанда Севильского. В мае Гойя пребывал в загородном дворце семьи Альба в Сан-Лукаре де Беррмеда, герцог же Альба скончался 9 июня в Севилье. Гойя вновь заболел и оказался в Кадисе, где возможно в это время создавал 3 больших полотна для оратория Санта-Куэва, новаторские в изображении жизни Христа. В это время появился Санлукарский альбом Гойи с его первыми этюдами, выполненными непосредственно на природе. В 1797 году Гойя написал «Герцогиня Альба в мантилье», где изобразил её в наряде махи (чёрная мантилья и юбка) с надписью на песке Solo Goya (Только Гойя). Весной того же года Франсиско отказался от должности директора отделения живописи в Академии Сан-Фернандо под предлогом плохого самочувствия. Тогда же Гойя приступил к серии офортов «Капричос». В 1797—1798 годах Гойе продолжали поступать заказы на портреты: Бернардо де Ириарте и Гаспара Ховельяноса.
В 1798 году Карл IV поручил Гойе расписать купол своей загородной церкви Сан Антонио де ла Флорида. В июне 1798 года Гойя вручил герцогу Осуне 6 небольших картин, сюжеты которых предвосхитили «Капричос», среди них выделяется «Большой козёл». В начале 1799 года в Академии продемонстрирована, а затем установлена в ризнице Толедского собора «Взятие Христа под стражу», где отмечено совершенное изображение ночного освещения. 6 и 19 февраля 1799 года сообщили[кто?] о выходе «Капричос», их можно было приобрести в парфюмерной лавке на улице Десэнганьо, 1. Но продали всего 27 комплектов из-за вмешательства инквизиции. В том же году Гойя написал портреты французского посла Фердинанда Гиймарде и его возлюбленной маркизы де Санта-Крус, урождённой Марианны Вальдштейн. Ныне оба портрета висят друг против друга в Лувре.

## Жизнь Гойи в первые годы XIX века (1799—1808)
Для монархов же выход «Капричос» остался незамеченным. В сентябре 1799 года королева заказала Гойе портрет, изображающий её в мантилье. А уже через месяц она позировала и для конного портрета. 31 октября 1799 года Гойю назначили первым придворным художником с жалованием в 50 000 реалов в год. В том же году он написал портреты актрисы «Ла Тираны» и поэта Леандро де Моратина. В компании с последним Гойя в январе 1800 года искал себе новые апартаменты, так как его дом приобрёл Годой для своей любовницы Пепиты Тудо. В апреле Гойя написал портрет супруги Годоя, графиню де Чинчон, дочь дона Луиса. В июне 1800 года Гойя купил за 234 000 реалов дом на углу улиц Вальверде и Десэнганьо. В ноябре того же года в апартаментах дворца Годоя замечена «Маха обнажённая». К июню 1801 года Гойя закончил знаменитый «Портрет семьи Карла IV» (где изобразил с психологической достоверностью всех членов семьи короля), портреты короля и королевы в полный рост и «Конный портрет Карла IV», менее удачный, нежели портрет Марии Луисы. В мае 1801 года Гойя написал также портрет Годоя в вальяжной позе, на тот момент — сомнительного триумфатора «Апельсиновой войны». В 1801—1803 годах Франсиско написал 4 тондо и для собственного дома. В 1802 году появилась и «Маха одетая», на которой изображена всё та же модель и в той же позе, что и в «Махе обнажённой». В июле 1802 года умерла покровительница Гойи герцогиня Альба, сохранился рисунок Гойи с проектом гробницы для герцогини. В июле 1803 года Гойя предложил королю для его гравировальной мастерской медные доски «Капричос» и непроданные офорты. С этого времени, до 1808 года, Гойя перестал получать заказы от двора, но сохранял жалованье. Его финансовое состояние позволило купить ещё один дом на улице де лос Рейес. В том же 1803 году умер Сапатер, с которым Гойя не переписывался с 1799 года. С 1803 до 1808 года Гойя создавал почти исключительно только портреты: молодого графа де Фернана Нуньеса (сына близкого друга Карла III), маркиза де Сан Адриана (типичного испанского гранда и мачо, друга Кабарруса), маркизы де Вильяфранка (член семьи Альба), дамы Исабель де Лобо-и-Порсель и портрет дочери герцога Осуна. В 1805 году Гойя устроил свадьбу своего 21-летнего сына Хавьера с Гумерсиндой Гойкоэчеа, родственницей крупных баскских финансистов. Гойя исполнил ряд рисунков молодожёнов и подарил им свой дом на улице де лос Рейес. В это время заказчиками на портреты стала зарождающаяся в Испании крупная буржуазия: Порсель, Фелис де Асара (натуралист), Тереса Суреда (жена управляющего фарфоровой мануфактуры Буэн-Ретиро), Сабаса Гарсия, Педро Мокарте и другие. В 1806 году произошёл арест бандита Марагато, вызвавший в народе резонанс. Гойя по этому поводу создал 6 полотен.

## «Бедствия войны» (1808—1814)
1808 год стал годом потрясений для всей Испании. Она была оккупирована французами, в Мадриде вспыхнуло восстание, приведшее к затяжной партизанской войне. Перед отъездом нового короля Фердинанда VII в Байонну, где позже был арестован вместе со всей королевской семьёй, Академия Сан-Фернандо поручила Гойе написать его портрет. Однако сеанс был сокращённым и как оказалось последним, поэтому Гойе пришлось дописывать портрет по памяти. В течение военных лет Гойя однако сумел создать ряд своих выдающихся жанровых картин: «Махи на балконе», «Девушки, или Письмо», «Старухи, или Que tal?», «Кузница» и «Ласарильо де Тормес». Но под впечатлением от происходящего в стране хаоса Гойя вновь взялся за резец и создал цикл офортов «Бедствия войны». Сюжеты этой серии, пронизанные ненавистью к ужасам войны и состраданием к невинным жертвам «наглой воли» Наполеона I, отображены и в полотнах того периода у Гойи. Лишь 2 картины выделяются из этого ряда в изображении войны: «Литьё пуль» и «Изготовление пороха в горах Сьерра де Тардиента». Картина «Похороны сардинки», написанная между 1812 и 1819 годами, также наполнена политическим подтекстом. В июне Гойя овдовел, скончалась Хосефа. Последовавший раздел имущества между Гойей и его сыном Хавьером остался для нас единственным источником сведений о повседневной жизни Гойи после смерти Сапатера в 1800 году.
В 1812 году в Мадрид вошёл Веллингтон, Гойе поручили написать его портрет. Однако, между ними возникла открытая неприязнь, вышедшая в недовольство модели работой Гойи и чуть ли не приведшая к резкой стычке между ними. После того, как Испания была окончательно освобождена от французов, Гойя запечатлел события Мадридского восстания в двух знаменитых полотнах: «Восстание на Пуэрта дель Соль 2 мая 1808 года» и «Расстрел мадридских повстанцев в ночь на 3 мая 1808 года» (обе ок. 1814, Мадрид, Прадо).

## Реставрация Испанских Бурбонов (1814—1819)
18 мая 1814 года Фердинанд VII отменил конституцию 1812 года, распустил Кортесы, подверг тюремному заключению ряд либеральных депутатов. В сложившейся обстановке диктатуры и гонений большое количество шедевров Гойи было упрятано в Академии Сан-Фернандо. С Гойи же сняли все подозрения в сотрудничестве с французскими захватчиками (он даже не получал жалованья во время оккупации) и позволили спокойно работать, хотя Фердинанд VII и относился к Гойе враждебно. 30 мая 1815 года король председательствовал на генеральном совете Филиппинской компании, где получил значительную ссуду. Гойе поручили увековечить это событие в «Филиппианском совете», где тот мастерски изобразил пространство и световые эффекты. Отдельно Гойя написал почти монохромно портреты членов Компании: Мигеля де Лардисабаля, Иньясио Омульриана и Хосе Муньярриса. Зато монументальный «Портрет герцога де Сан-Карлоса» использует все преимущества полихромии. В 1815 году Гойя изобразил себя в «Погрудном портрете», где он не выглядит на свои почти уже 70 лет. В 1816 году он создал новую серию офортов «Тавромахию». Гойе стали заказывать портреты дети его прежних покровителей: «Дон Франсиско де Борха Тельес Хирон», портрет 10-го герцога Осуна, или её сестры герцогини Абрантес. В январе 1818 года Гойя закончил большое полотно, изображающее двух святых покровительниц Севильи Хусту и Руфину в виде пышнотелых мах, для Севильского собора. 19 февраля 1819 года Гойя приобрёл за 60 000 реалов сельский дом под названием «Дом Глухого», располагавшийся за мостом, ведущем в Сеговию со стороны луга Сан-Исидро. В августе он закончил «Последнее Причастие св. Иосифа Каласанского» для церкви Эскуэлас Пиас в Мадриде. За эту работу Гойя получил 16 000 реалов, из которых 6800 вернул из уважения к герою картины приору и подарил ещё свою маленькую картину «Моление о чаше».

## «Чёрные картины», жизнь в Бордо и смерть (1820—1828)
В начале 1820 года Гойя тяжело заболел. 4 апреля он в последний раз присутствовал на академическом заседании. Предположительно весной или летом 1823 года Гойя расписал стены своего «Дома глухого» поверх его же обширных пейзажей сценами, бичующими вечное безумие и напасти человечества. Он познакомился с Леокадией де Вейс, женой предпринимателя Исидро Вейса, которая затем развелась с мужем. У неё родилась дочь от Гойи, которую назвали Росарита.
Опасаясь преследований со стороны нового правительства Испании, в 1824 году Гойя вместе с Леокадией и маленькой Росаритой выехал во Францию, где теперь царствовал Людовик XVIII (а с 16 сентября 1824 года — Карл Х). В этой стране Гойя провёл свои последние четыре года жизни. Беспокоясь за собственную безопасность зимой 1823—1824 годов, Гойя нашёл приют у аббата Дуасо. А в мае 1824 года он получил разрешение на поездку на Пломбьерские воды, но на самом деле Гойя перебрался в Бордо, где нашли убежище многие его друзья. Летом того же года он был в Париже, где создал «Корриду» и портреты своих друзей: Хоакина Феррера и его жены. По возвращении в Бордо Гойя взялся за новую для него технику литографии: «Портрет гравёра Голона» и 4 листа под названием «Бордосские быки». Гойе периодически продлевали отпуск во Франции. В мае 1825 года Франсиско вновь тяжело заболел, но быстро поправившись он создал быстро около 40 миниатюр на слоновой кости.

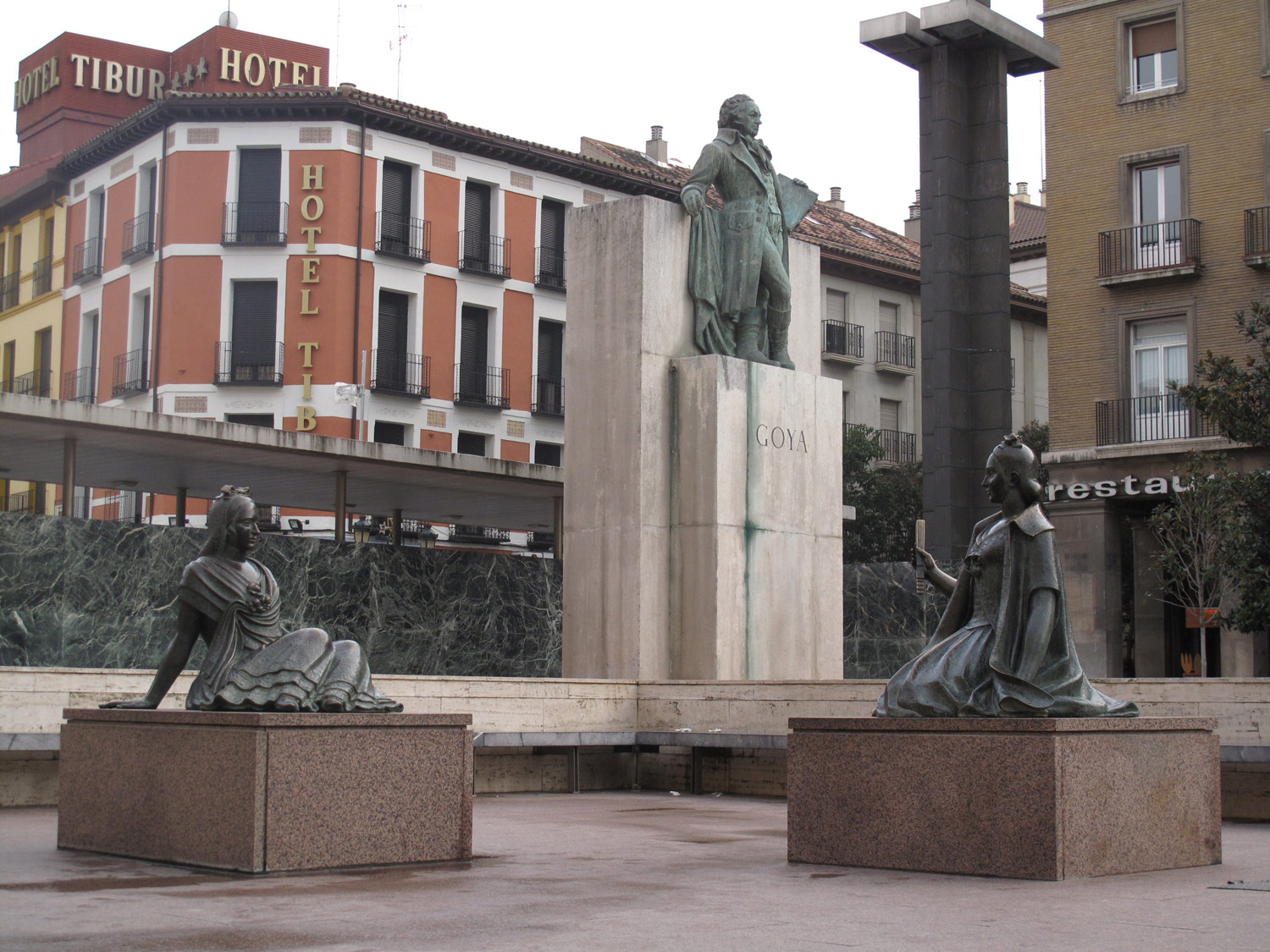
Памятник Гойе в Сарагосе

В 1826 году Гойя возвратился в Мадрид и добился от двора разрешения уйти на покой с сохранением жалования и возможностью бывать во Франции. В 1827 году в Бордо Гойя написал портрет банкира Сантьяго Галоса, управляющего его финансами, а также портрет испанского торговца Хуана Баутисту Мугиро, родственника своей невестки. Летом того же года Гойя последний раз был в Мадриде, где запечатлел на полотне своего 21-летнего внука Мариано Гойю. По возвращении в Бордо Гойя создал последние свои шедевры: портрет бывшего алькальда Мадрида Пио де Молина и эскиз «Молочница из Бордо». В начале 1828 года Гойя готовился к приезду своего сына с женой, направляющихся в Париж. Франсиско принял их у себя в конце марта, а 16 апреля 1828 года умер в своих апартаментах в Фоссе де л’Интенданс в Бордо.

## Произведения

### Живопись

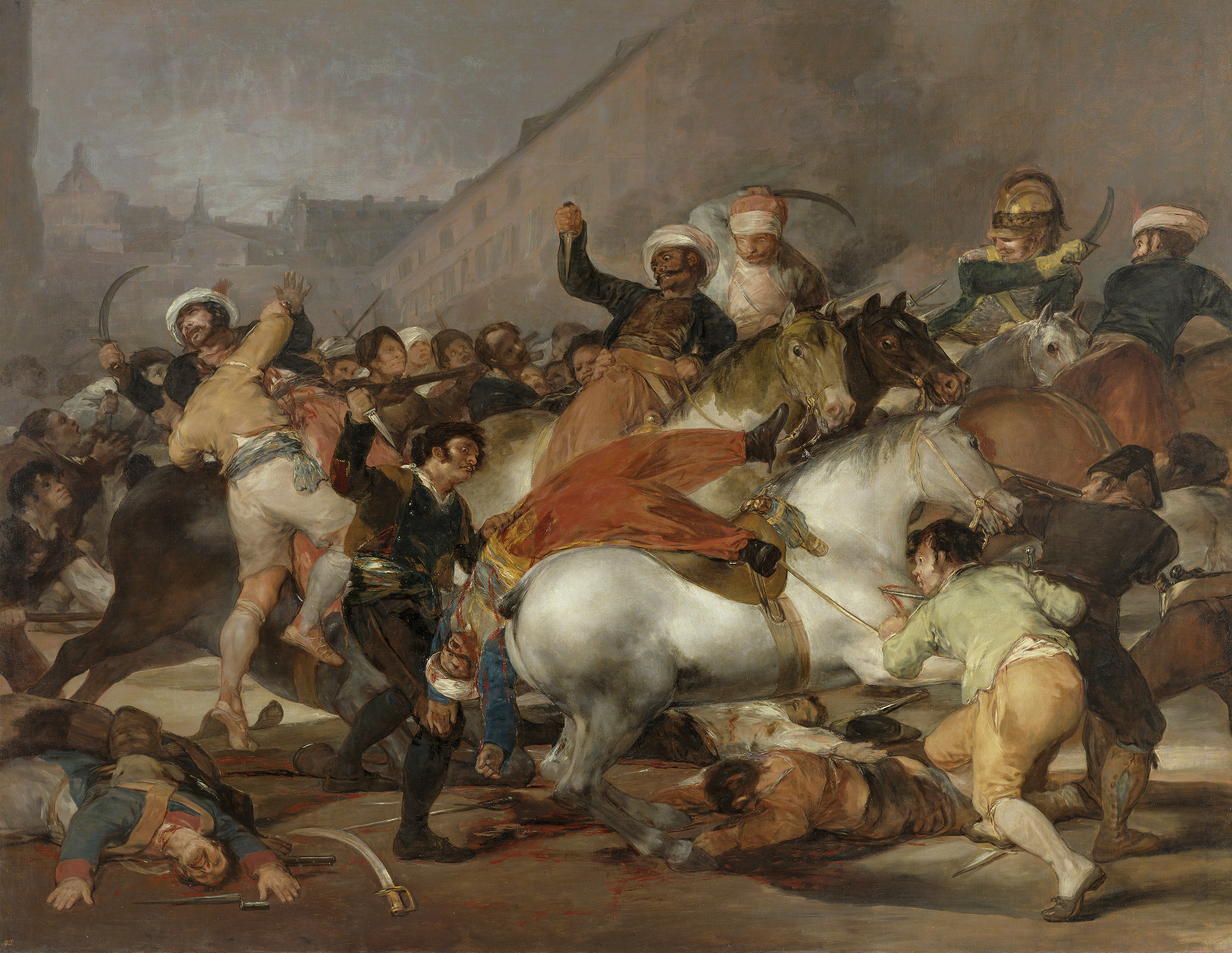
Восстание 2 мая 1808 года в Мадриде

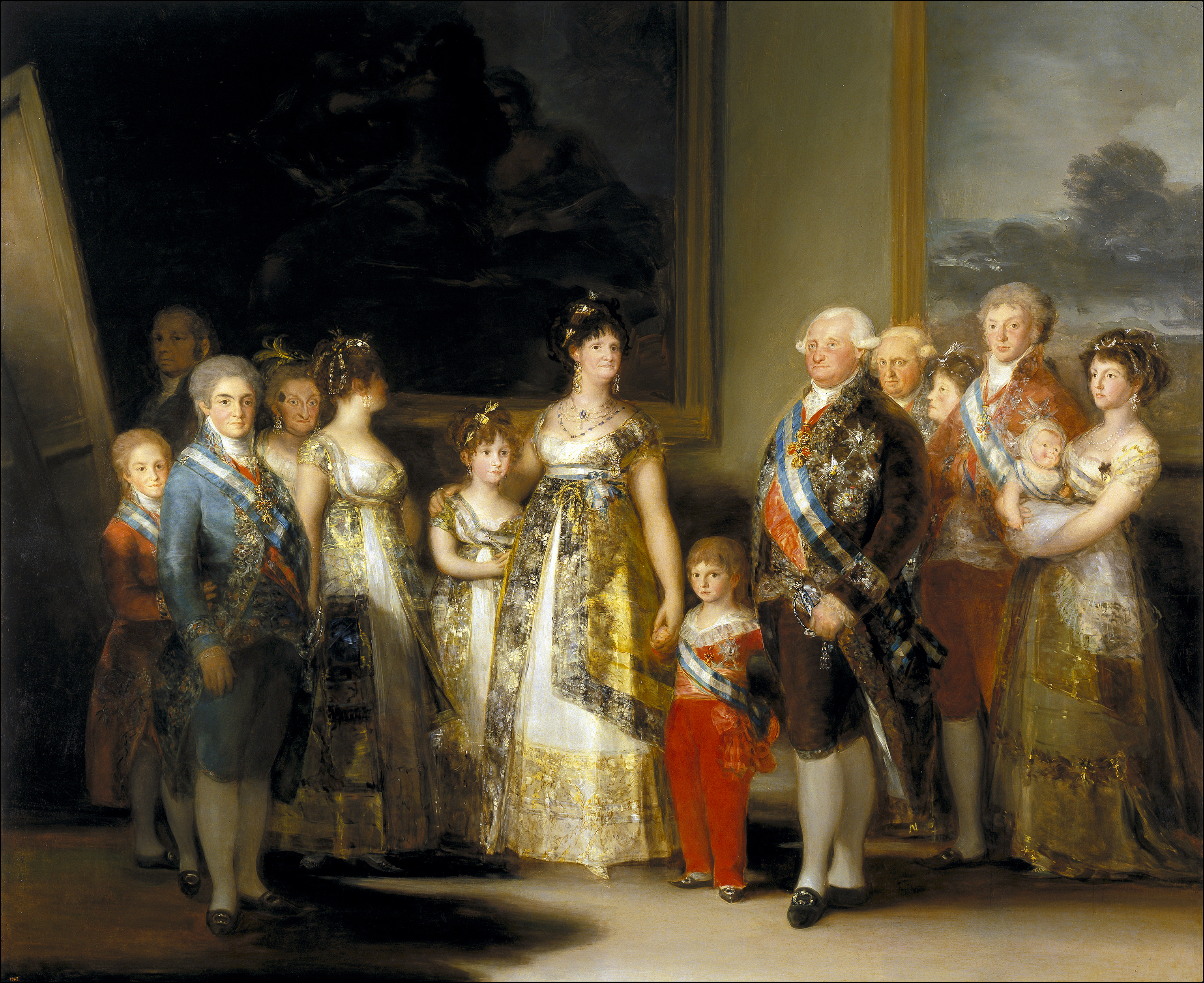
Семья Карла IV

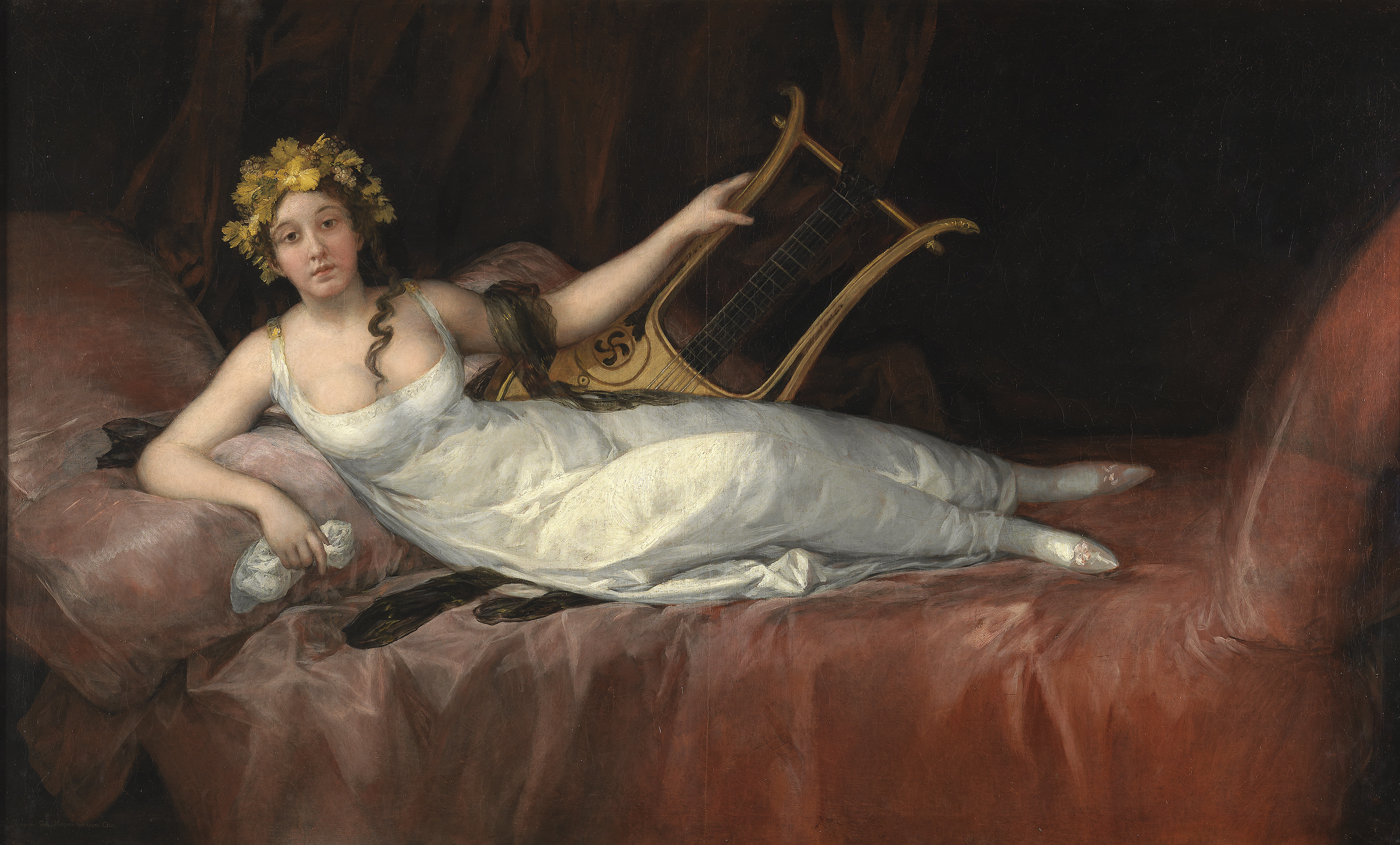
Портрет маркизы Санта-Крус

Насыщенные по цвету и непринуждённые по композиции сцены повседневной жизни и праздничных народных развлечений (все — в Прадо, Мадрид):
- «Зонтик» (1777);
- «Продавец посуды» и «Мадридский рынок» (1778);
- «Игра в пелоту» (1779);
- «Молодой бык» (1780);
- «Раненый каменщик» (1786);
- «Игра в жмурки» (1791).

С начала 1780-х годов Гойя получает известность и как портретист:
- «Портрет графа Флоридабланка» (1782—1783, банк Уркихо, Мадрид);
- «Семья герцога Осуна» (1787, Прадо);
- «Портрет маркизы А. Понтехос» (около 1787, Национальная галерея искусства, Вашингтон);
- «Сеньора Бермудес» (Музей изобразительных искусств, Будапешт);
- «Франсиско Байеу» (Прадо), «Доктор Пераль» (Национальная галерея, Лондон) (оба 1796);
- «Фердинанд Гиймарде» (1798, Лувр, Париж);
- «Ла Тирана» (1799, АХ, Мадрид);
- «Семья короля Карла IV» (1800, Прадо);
- «Сабас Гарсия» (около 1805, Национальная галерея искусства, Вашингтон);
- «Исабель Ковос де Порсель» (около 1806, Национальная галерея, Лондон);
- «Портрет Т. Переса», (1820, Метрополитен-музей);
- «П. де Молина» (1828], собрание О. Рейнхарта, Винтертур).

Характер его искусства резко изменился с началом 1790-х годов перед событиями Великой французской революции. Жизнеутверждение в творчестве Гойи сменилось глубокой неудовлетворённостью, праздничная звучность и утончённость светлых оттенков — резкими столкновениями тёмного и светлого, увлечение Тьеполо — освоением традиций Веласкеса, Эль Греко, а позже Рембрандта.
В его живописи всё чаще царят трагизм и мрак, поглощающий фигуры, графика становится резкой: стремительность перового рисунка, царапающий штрих иглы в офорте, светотеневые эффекты акватинты. Близость с испанскими просветителями (Г. М. Ховельяносом-и-Рамиресом, М. Х. Кинтаной) обострила неприязнь Гойи к феодально-клерикальной Испании. Среди известных произведений того времени — Сон разума рождает чудовищ.
Картины, посвященные освобождению Испании
- «Восстание 2 мая 1808 года в Мадриде»;
- «Расстрел повстанцев в ночь на 3 мая 1808 года» (обе около 1814, Прадо).

«Автопортрет» (1815, Прадо) — см. вверху.

### Серии офортов
- «Капричос» (1797—1798) — творение на 80 листах с комментариями, которое раскрывает уродство моральных, политических и духовных основ испанского «старого порядка»;
- «Тавромахия» (1815) — 33 офорта, изданных в 1816 году в Мадриде;
- «Бедствия войны» (1810—1820) — 82 листа, изданы в 1863 году в Мадриде, исполненные большей частью в период народно-освободительных войн против наполеоновского нашествия и первой испанской революции (1808—1814);
- «Диспаратес» («Причуды» или «Глупости»; (1820—1823) — 22 листа, изданы в 1863 году в Мадриде под названием «Los Proverbios» («Притчи», «Пословицы»)[28].

Основная масса уникальных медных пластин, выгравированных Гойей, сохраняется в Королевской академии изящных искусств Сан-Фернандо в Мадриде. При жизни художника его офорты не были широко известны. «Бедствия войны» и «Пословицы» были впервые изданы Академией Сан-Фернандо лишь в 1863 году, спустя 35 лет после его смерти.

### Влияние на массовую культуру

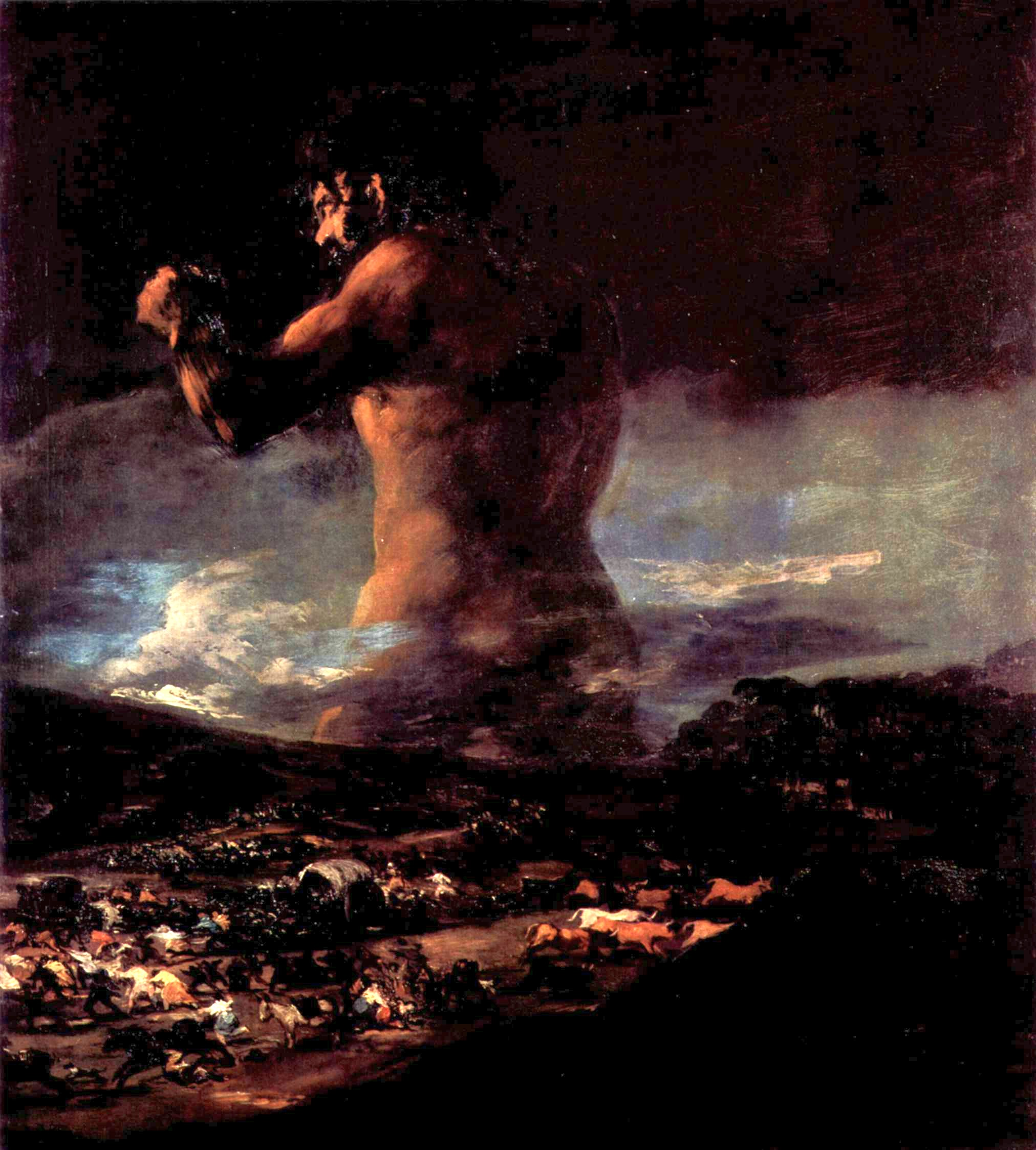
Франсиско Гойи «Колосс» (1812)

При создании популярного произведения «Атака на титанов» на образ разрушительных титанов могли повлиять не столько излюбленные японским кинематографом тема огромных монстров-кайдзю, подобных Годзилле или Гидоре, сколько картины испанского художника Франсиско Гойи. Например, среди источников вдохновения к созданию образа монстров названа картина данного художника «Колосс» (1812).

## Фильмы о Гойе
- 1958 — «Обнажённая Маха[англ.]» (англ. The Naked Maja), производство: США — Италия — Франция. Режиссёр Генри Костер; в роли Гойи — Энтони Франчоза.
- 1971 — «Гойя, или Тяжкий путь познания», производство: СССР — ГДР — Болгария — Югославия. По одноимённому роману Лиона Фейхтвангера. Режиссёр Конрад Вольф; в роли Гойи — Донатас Банионис.
- 1985 — «Гойя» (исп. Goya), производство: Испания. Режиссёр Хосе Рамон Ларрас; в роли Гойи — Энрик Махо и Хорхе Санс.
- 1999 — «Гойя в Бордо[англ.]» (исп. Goya en Burdeos), производство: Италия — Испания. Режиссёр Карлос Саура; в роли Гойи — Франсиско Рабаль.
- 1999 — «Обнажённая Маха[нем.]» (фр. Volavérunt), производство: Франция — Испания. Режиссёр Бигас Луна; в роли Гойи — Хорхе Перугоррия.
- 2006 — «Призраки Гойи», производство: Испания — США. Режиссёр Милош Форман; в роли Гойи — Стеллан Скарсгард.
- 2015 — «Мордекай» (англ. Mortdecai) — о краже картины Гойи.

## Память
- В честь Ф. Гойи назван астероид (6592) Goya, открытый астрономом Людмилой Карачкиной в Крымской Астрофизической Обсерватории 3 октября 1986 года.
- В память о художнике в Испании в 1930 году была выпущена скандальная серия почтовых марок «Маха обнажённая» — первые в мире марки в жанре ню.
- В честь Гойи назван кратер на Меркурии.